# Intestino
Na anatomia humana, o intestino é o segmento do canal alimentar que se estende a partir do esfíncter do piloro do estômago ao ânus e, em seres humanos e outros mamíferos, constituída por dois segmentos, o intestino delgado e o intestino grosso. Nos seres humanos, o intestino delgado é subdividido em duodeno, jejuno e íleo, enquanto o intestino grosso é subdividido em ceco e cólon.

## Intestino dos Primatas
No homem e nos restantes primatas, o intestino é dividido em delgado e grosso. O delgado é responsável pela absorção da maioria dos nutrientes e o intestino grosso pela absorção da maior parte da água, dando consistência firme às fezes. 

### Intestino delgado
O intestino delgado é um tubo cilíndrico de aproximadamente 4cm de diâmetro na porção proximal, estreitando-se até 2,5 cm de diâmetro na porção distal.
Estende-se do piloro gastroduodenal ao óstio ileal. Possui quatro camadas: mucosa, submucosa, muscular e serosa, da mais interna para o mais externa. Na camada mucosa são secretadas as enzimas e sucos e a camada muscular é do tipo lisa.
Divide-se em três porções: 
- Duodeno;
- Jejuno;
- Íleo.

As funções do intestino delgado incluem: completar a digestão, absorção e secreção.
O duodeno é a primeira porção, proximal, do intestino delgado, que se estende do piloro (gastroduodenal) ao jejuno. Nessa parte realiza-se a digestão do quimo (transformação do bolo alimentar no estômago) pela acção do suco entérico que contém enzimas, como a enteroquinase, hormónios como  a secretina, estimulando a secreção de suco pancreático e bile. Estas substâncias vão processar quimicamente as proteínas, lipídeos, carboidratos, vitaminas e todas as substâncias ingeridas e necessárias ao metabolismo energético. Pela ação do suco entérico e dos movimentos peristálticos, o quimo é transformado em quilo.
O jejuno e o íleo constituem a porção mesentérica e móvel do intestino delgado. Começa ao nível da flexura duodeno-jejunal e termina ao nível da fossa ilíaca direita, onde se estabelece a continuidade com o intestino grosso.
A absorção dos nutrientes ocorre nesta região. Os nutrientes são absorvidos pelo sangue e passam para o fígado para serem distribuídos a todo organismo. Os produtos da digestão de gorduras não passam pelo fígado, sendo jogados diretamente na corrente sanguínea.

### Intestino grosso
O intestino grosso é dividido em:
- Apêndice vermiforme;
- Ceco;
- Cólon Ascendente;
- Cólon Transverso;
- Cólon Descendente;
- Cólon Sigmoide;
- Re(c)to.

## Desenvolvimento
O intestino é uma estrutura derivada do endoderma. Aproximadamente no décimo sexto dia do desenvolvimento humano, o embrião começa a se dobrar ventralmente (com a superfície ventral do embrião se tornando côncava) em duas direções: os lados do embrião dobram-se um sobre o outro e a cabeça e a cauda dobram-se uma em direção à outra. O resultado é que um pedaço do saco vitelino, uma estrutura revestida por endoderme em contato com o aspecto ventral do embrião, começa a ser arrancado para se tornar o intestino primitivo. O saco vitelino permanece conectado ao tubo intestinal através do ducto vitelino. Normalmente, essa estrutura regride durante o desenvolvimento; nos casos em que isso não ocorre, é conhecido como divertículo de Meckel.

Cada segmento do intestino é posteriormente especificado e dá origem a estruturas específicas do intestino e relacionadas com o desenvolvimento posterior. Os componentes derivados do intestino propriamente dito, incluindo o estômago e o cólon, se desenvolvem como inchaços ou dilatações nas células do intestino primitivo. Em contraste, os derivados relacionados ao intestino - isto é, aquelas estruturas que derivam do intestino primitivo, mas não fazem parte do intestino propriamente dito, em geral, desenvolvem-se como bolsas externas do intestino primitivo. Os vasos sanguíneos que suprem essas estruturas permanecem constantes ao longo do desenvolvimento.